# Sobre el arte del cine
Sobre el arte del cine 
영화예술론 (McCune-Reischauer, Yŏnghwa yesul ron; literalmente, «Film Art Theory»)   ) es un tratado de 1973 del líder norcoreano Kim Jong Il . Se considera la obra más autorizada sobre el cine norcoreano .
El libro expone varias teorías originales, que pueden aplicarse a las prácticas cinematográficas, las artes y más allá. De ellas, la teoría de la literatura como "humanística" y la "teoría de las semillas" son las más importantes. La humanidad se centra en la cuestión de una vida buena y digna. En el arte, enfatiza a los individuos verdaderamente independientes y capaces de transformar la sociedad. La teoría de la semilla se ha vuelto esencial para la teoría cinematográfica norcoreana. Busca dirigir toda la creación artística a través de un único fundamento ideológico, o "semilla". En una obra individual, la semilla es la síntesis de su tema y su idea y la base de su mensaje propagandístico. Estas ideas complementan los temas de la forma nacionalista y el contenido socialista de las películas. Muchas ideas presentadas en el libro son justificaciones para la creación de propaganda que apoya las políticas del Partido de los Trabajadores de Corea .
Sobre el arte del cine tuvo importantes implicaciones políticas en la sucesión de Kim Jong Il a Kim Il Sung . Kim Jong Il ganó influencia política y cultural en la sociedad y el gobierno de Corea del Norte al ser autor del libro.
Se discute el impacto de Sobre el arte del cine en el cine norcoreano. Las películas anteriores y posteriores a la publicación del tratado son similares en estilo y muchas películas contemporáneas violan varias reglas establecidas en el tratado.

## Fondo

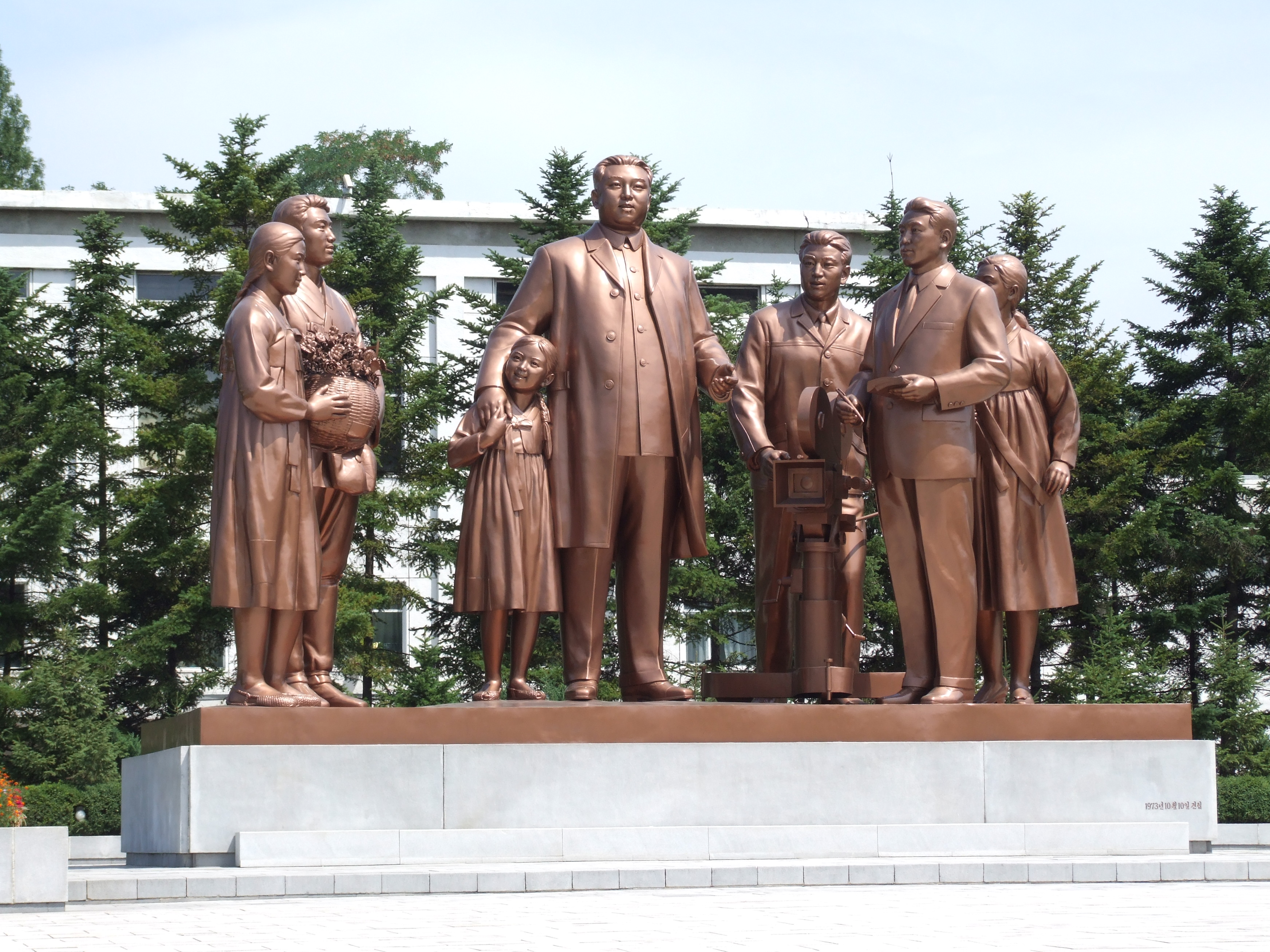
Una estatua de Kim Il-sung en los estudios de cine de Pyongyang. Sobre el arte del cine reformuló muchas ideas de Kim Il-sung sobre el arte para que sean específicas del cine.

Tras graduarse en la Universidad Kim Il Sung en 1964, Kim Jong Il se dedicó al trabajo cultural, ideológico y propagandístico en el Departamento de Organización y Orientación del Comité Central del partido .  Aunque se sabe que Kim ha estado interesado en privado en las películas de Hollywood,  prohibió la discusión sobre conceptos cinematográficos extranjeros en la Aesthetic Review Meeting, una importante conferencia cinematográfica anual. Después de ordenar la destrucción de todo el archivo de la conferencia, Kim instó a los participantes a preocuparse exclusivamente por las enseñanzas de Kim Il Sung y el partido en el trabajo creativo.  Desde entonces, la influencia de Kim Jong Il en el cine y la administración literaria creció, y resistió la influencia artística liberal de la desestalinización de la Unión Soviética.  A partir de 1968, Kim comenzó a trabajar en adaptaciones cinematográficas de obras de guerrilla de la década de 1930.  Kim había guiado personalmente la producción de películas, como Sea of Blood, (partes uno y dos, 1969),  The Fate of a Self-Defence Corps Man ( 한 자위단원의 운명 (McCune-Reischauer, Han chawi tanwŏn ŭi unmyŏng) </link>  </link> ,  1970) y La niña de las flores (1972).  Posteriormente, Kim Jong Il comenzó a producir óperas revolucionarias . Para entonces, Kim había trabajado en la administración gubernamental de artes durante casi diez años.  Luego escribió una serie de ensayos basados en discursos que había pronunciado ante directores y guionistas durante los cinco años anteriores,  y los publicó como Sobre el arte del cine el 11 de abril de 1973.  Fue su primera obra importante.  Durante el resto de la década de 1970, Kim continuó supervisando las actividades culturales. 

## Ideas
El cine ocupa un lugar importante en el desarrollo global del arte y la literatura.  Es un arma ideológica poderosa para la revolución y la construcción.  Por lo tanto, concentrar los esfuerzos en que el cine logre avances y siga el éxito en todas las áreas del arte y la literatura es el principio básico al que debemos atenernos para revolucionar el arte y la literatura. 
Del prefacio de On the Art of the Cinema

En el tratado, Kim Jong Il busca aplicar los principios de la ideología Juche norcoreana a cuestiones de cine, literatura y arte.  Según Kim, "revolucionar" el cine es un medio de revolucionar todo el arte y la literatura y exponer a la sociedad a la " ideología monolítica " del Partido de los Trabajadores y al Juche .  Basándose en la teoría literaria realista socialista y el pensamiento de Kim Il Sung,  Kim Jong Il construye lo que se ha descrito como un " realismo Juche ".  Un objetivo clave de Kim es emplear la ficción cinematográfica heroica para transformar al hombre en un hombre socialista : "el hombre tipo Juche ".  
El libro trata de manera integral aspectos del cine, incluida la teoría cinematográfica y literaria, la actuación, la interpretación, la partitura, la pantalla,  el trabajo de cámara, el vestuario, el maquillaje y la utilería.  De particular importancia son los temas de dirección y producción como fuerzas impulsoras del cine .  Las ideas del libro se aclaran mediante ejemplos de películas norcoreanas, de las cuales Mar de sangre es la más mencionada.  Sobre el Arte del Cine presenta dos grandes teorías: la teoría de la literatura como "humanística" y la "teoría de la semilla". Ambas se consideran justificaciones para el control del partido sobre la creación artística.  Otras ideas desarrolladas en el tratado son la llamada "teoría del modelado" y la "campaña de velocidad". El cumplimiento de estos principios otorga a una obra de arte el título de "trabajo colectivo". 
Las películas deben ser realistas, lo cual sólo es posible cuando los realizadores han convivido con las masas populares,  muy parecido al ideal de los revolucionarios de la resistencia coreana .  Sin embargo, este "realismo" implica un culto puro al líder y al Juche, lo que lo hace incomparable a los tipos convencionales de realismo cinematográfico, como el neorrealismo italiano .  Kim se basa en la idea de que la Corea del Norte contemporánea ha trascendido el conflicto de clases y que no existen conflictos reales que puedan ser retratados en el cine, salvo los históricos y externos.  Esto puede verse como una reafirmación de la doctrina estalinista Zhdanov . No puede existir ninguna "gente negativa" que no esté de acuerdo con las políticas del partido.  Representar los conflictos dentro de la sociedad norcoreana en una película podría considerarse una crítica al régimen.  Cuando se describen temas históricos, las tradiciones deben representarse selectivamente para apoyar las necesidades ideológicas presentes, depuradas de "ideologías feudales" de cuentos y leyendas tradicionales. 

### La literatura como humanística.
La teoría de la literatura como "humanística" ( MR : inganhak ) desarrollada por Kim Jong Il establece que la literatura existe dentro del dominio humano. Un tema clave de la humanística es la cuestión de la vida buena y digna, dando cabida al arte propagandista y moralista. La idea de Chajusŏng [ ko ]</link>      también ocupa un lugar destacado en la teoría de la humanidad. Chajusŏng es la esencia metafísica de los humanos que luchan contra la opresión. Filosóficamente, depende de la visión indeterminista sobre el libre albedrío del Juche . El héroe de la historia, en particular, encarna a Chajusŏng . Según Kim, la "literatura humanística" hace hincapié en el desarrollo de individuos verdaderamente independientes como lo exigía la era Juche . Esto provoca una transformación de la sociedad en su conjunto. En la literatura norcoreana, Chajusŏng se utiliza como justificación del control estatal sobre la creación literaria  y una política nacionalista de socialismo en un solo país . 

### Teoría de las semillas
La "teoría de las semillas" ( 종자론 (McCune-Reischauer, chongjaron) </link>  </link> ) forma la esencia de Sobre el arte del cine y, en consecuencia, la teoría cinematográfica norcoreana en general.  [lower-alpha 2]
Se le ha llamado un "concepto extraño", un método para obligar a los artistas a seguir la línea del partido y un medio para cancelar la creatividad individual;  Kim Jong Il equipara una película con un organismo vivo, señalando que en esta analogía la semilla es su núcleo. La idea es que, si toda interpretación artística se hace a través de un único fundamento ideológico, o "semilla", el cine resultante es completo. Esto hace que todos los miembros de un equipo creativo trabajen para un único objetivo, a pesar de las diferencias en las personalidades o el enfoque de los miembros individuales. La tarea del director es impedir que nada "ajeno" a la propia semilla entre en el cine. Así, la semilla es la conciencia fundamental que subyace a la creatividad artística. 
En términos más concretos, la semilla es la base del mensaje propagandístico de la película: "una idea fuerte y convincente de qué contar".  La semilla sintetiza el tema y la idea de una obra, proporcionando así tanto la forma como el contenido.  En esta capacidad, fusiona los conceptos de "material", "tema" y "pensamiento" de la teoría literaria marxista-leninista .  La película debe contribuir a la ideología dominante  y emplear una estética y una narración que apoyen el mensaje propagandístico.  Por ejemplo, la semilla de la película El destino de un hombre del cuerpo de autodefensa gira en torno a la elección que enfrenta el personaje principal, Gap Ryong: morir bajo la opresión o sacrificarse por la revolución. Su semilla podría resumirse en "participe o no Gap Ryong en el movimiento revolucionario, muere".  La plusvalía, sostiene Kim, es la semilla de El Capital de Marx . 
La teoría de las semillas se volvió influyente en los círculos literarios de Corea del Norte y los escritores intentaron rastrear las semillas en los clásicos anteriores al tratado de Kim.  Además de las cuestiones de arte, la teoría de las semillas se adoptó a una gama más amplia de actividades industriales y económicas. 

### Teoría del modelado y campaña de velocidad.
Según la "teoría del modelaje", las luchas de liberación deben retratarse de manera que combinen la lucha nacional y la de clases. Esto se logra idolatrando la imagen del pueblo norcoreano  y produciendo modelos a seguir. 
La "campaña de velocidad" ( MR : sokto-jon  ) exige una producción rápida de películas. Según Kim Jong Il, al producir películas lo más rápido posible, se acelera el proceso revolucionario general.  El origen de la campaña de velocidad está en el rodaje de El destino de un hombre de las Autodefensas en sólo 40 días, cuando se preveía que duraría un año completo.  La práctica también se llevó a cabo después de la publicación de Sobre el arte del cine . Por ejemplo, la serie de películas de ocho capítulos Unsung Heroes (1979-1981) se produjo siguiendo el principio de la campaña de velocidad. Cada película tardó sólo 45 días en producirse.  Posteriormente se han llevado a cabo campañas de velocidad no sólo en materia artística, sino también económica.  Se pensaba que era igualmente importante que el Movimiento Chollima de Kim Il Sung y sigue siendo un concepto influyente asociado con el liderazgo de Kim Jong Il. 

## Recepción e influencia

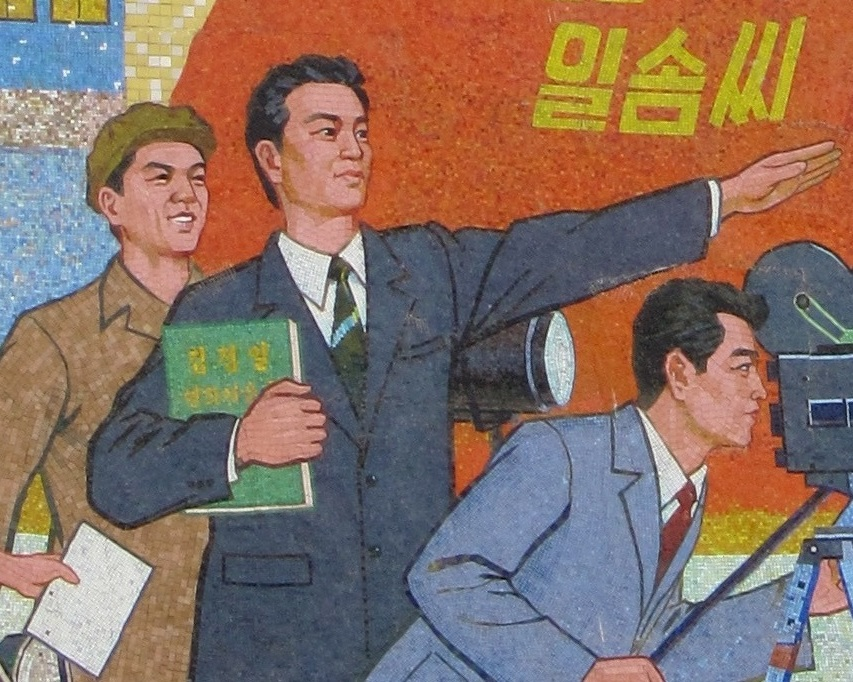
Detalle de un mural que muestra a un cineasta sosteniendo una copia de Sobre el arte del cine. Aunque el libro es considerado la máxima autoridad en cine en Corea del Norte, no está claro si realmente ha cambiado las prácticas cinematográficas.

Mientras que las biografías oficiales de Kim Jong Il describen Sobre el arte del cine como completo, original y "respaldado por una lógica impecable",  Whitney Mallett lo llama aburrido y repetitivo.  Anna Broinowski califica Sobre el arte del cine como "turgiante, caprichoso y torpe".  David-West, sin embargo, señala que la obra muestra "cierta comprensión de los elementos constructivos del texto literario". 
La obra se considera la guía más autorizada sobre realización cinematográfica en Corea del Norte.  Sin embargo, se duda del alcance real de su influencia. Según Johannes Schönherr, la obra ofrece pocas novedades para el cine norcoreano,  y muchas de las ideas presentadas no son originales y son obvias, especialmente para el público especializado de cineastas profesionales para el que Kim escribe. Las películas anteriores y posteriores a la publicación del tratado son notablemente similares, lo que sugiere que en la práctica tuvo poco impacto en la industria cinematográfica norcoreana.  Muchos rasgos del cine norcoreano contemporáneo, como la repetitividad, el estilo de edición lento y la actuación teatral antigua, van en contra de las enseñanzas de Sobre el arte del cine .  Cualquier cambio que haya habido en el cine norcoreano puede atribuirse a presiones políticas y económicas.  En lugar de aportar nada nuevo, la obra reformula las ideas de Kim Il Sung sobre la importancia del cine para el arte y como herramienta de propaganda. Más que el avance teórico como se enseña, es un relato de las experiencias personales de Kim Jong Il en la industria cinematográfica y un intento de frustrar el "descuido y la irreflexión" que había encontrado. 
El propio Kim consideró su tratado un fracaso.  Las películas en las que había contribuido se disfrutaron en casa, pero en el extranjero fueron ridiculizadas. El cine norcoreano no podía competir con la calidad de las películas extranjeras, y en particular de las surcoreanas .  Esto lo impulsó directamente a secuestrar a Shin Sang-ok,  el director de cine más famoso de Corea del Sur, en 1978.  Shin y su esposa, la actriz Choi Eun-hee, estuvieron retenidos en Corea del Norte durante ocho años en condiciones crueles. Sin embargo, Shin estudió Sobre el arte del cine para complacer a Kim con la película kaijū Pulgasari,  que acredita a Kim como productor ejecutivo.  Kim quedó encantado con la película y permitió que Shin y Choi viajaran a Viena, donde se suponía que negociarían un acuerdo para una secuela. La pareja aprovechó la oportunidad para escapar y acabó en Estados Unidos. 
Políticamente, el tratado fue un éxito. En el momento de escribir Sobre el arte del cine, el padre de Kim, Kim Il Sung, estaba sistemáticamente reuniendo apoyo para que el joven Kim se preparara para su sucesión .  Al escribir la obra, Kim Jong Il ganó poder social y político.  Se aseguró la confianza de su padre, haciendo posible así la sucesión.  Kim Jong Il continuó escribiendo sobre arte hasta la década de 1990 y publicó tratados Sobre el arte de la ópera (1974), Sobre el arte del drama (1988), Sobre el arte de la danza (1990), Sobre el arte de la música (1991). ), Sobre las Bellas Artes (1991), Sobre la Arquitectura (1991), Sobre la Literatura Juche (1992),   y Teoría del Circo (1993). 
Sobre el arte del cine es una lectura obligatoria para los estudiantes de literatura norcoreanos.  Los cineastas norcoreanos también deben estudiar la obra, o incluso memorizarla.  Sobre el arte del cine también influyó en el movimiento Cine Popular ( MR : minjung yŏnghwa ) orientado al minjung de Corea del Sur que nació a partir del Movimiento de democratización de Gwangju .  La influencia de la obra también va más allá de Corea. La australiana Anna Broinowski dirigió ¡Apunta alto en la creación! , una película sobre cómo hacer una película de propaganda siguiendo las instrucciones de Kim.  El documentalista danés Mads Brügger en su La Capilla Roja aparece consultando continuamente el tratado en busca de orientación artística. 

## Detalles de lanzamiento

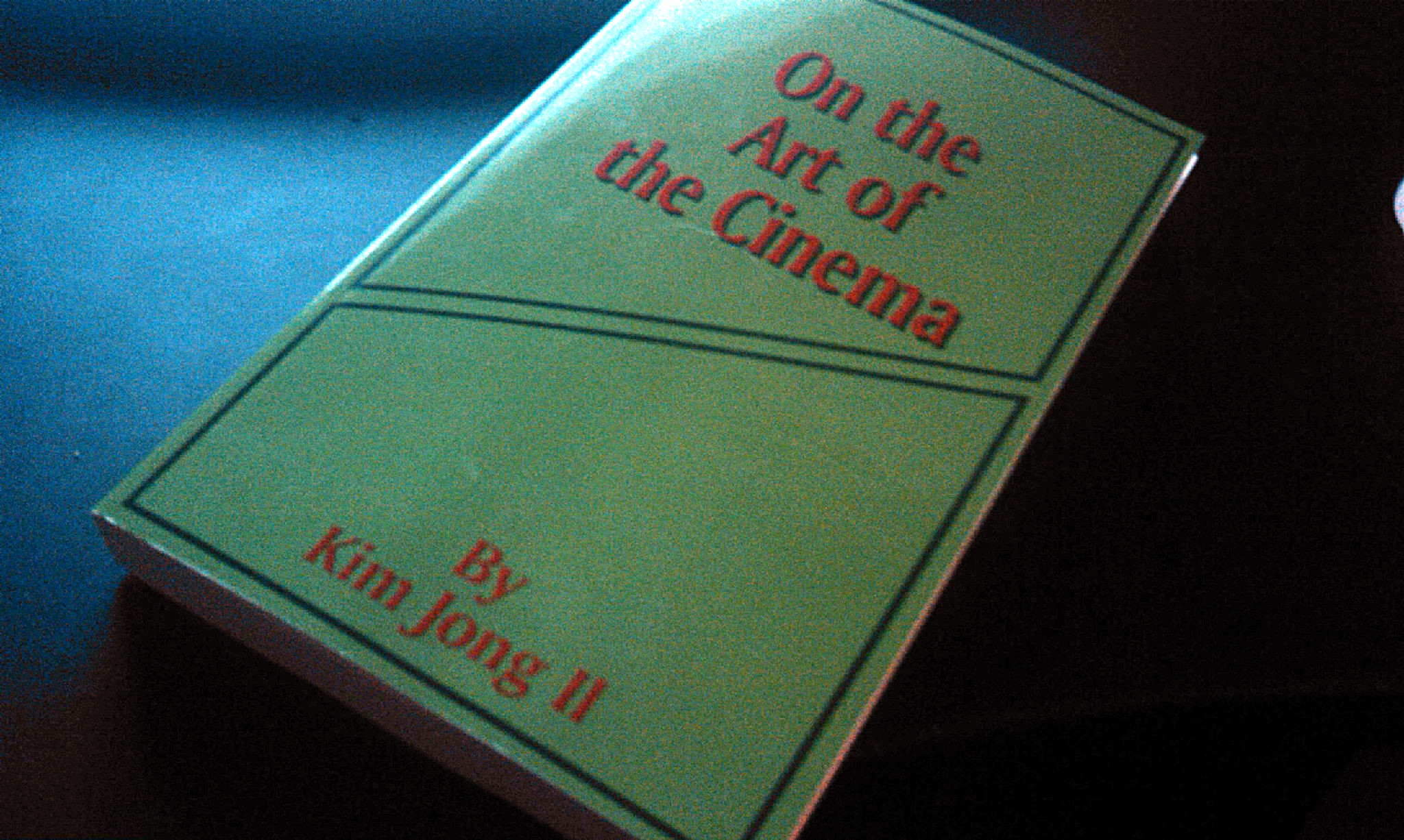
Reimpresión de University Press of the Pacific

La obra está incluida en Obras Escogidas de Kim Jong Il Vol. 5. (edición ampliada).  Los tres primeros capítulos de Sobre el arte del cine también se publican como Vida y literatura,  El cine y la dirección  y El personaje y el actor, respectivamente.  University Press of the Pacific ha publicado una reimpresión de la edición inglesa de Sobre el arte del cine .  Tres discursos que no se incluyeron en las ediciones en inglés: "Algunos problemas que surgen en la creación de obras maestras" (1968), "Creemos películas más revolucionarias basadas en la vida socialista" (1970) y "Sobre las características ideológicas y artísticas de la vida socialista". la obra maestra, El destino de un hombre del cuerpo de autodefensa " (1970) – están incluidas en la edición coreana de 1977. 
Las traducciones de Sobre el arte del cine incluyen árabe, chino, inglés, francés, alemán, ruso y español.  

## Otras lecturas
- Great Man and Cinema: Anecdotes. Pyongyang: Korea Film Export & Import Corporation(조선영화수출입사). 1998. OCLC 272459555.
- Kim Jong-il (1974). On the Art of Opera: Talk to Creative Workers in the Field of Art and Literature, September 4-6, 1974. Pyongyang: Foreign Languages Publishing House. OCLC 869091334.
- Kim Jong-il (1988). On the Art of the Drama: Talk to the Officials in the Field of Art and Literature, April 20, 1988. Pyongyang: Foreign Languages Publishing House.
- Kim Jong-il (1991). On Architecture, May 21, 1991. Pyongyang: Foreign Languages Publishing House.
- Kim Jong-il (1991). On the Art of the Music, July 17, 1991. Pyongyang: Foreign Languages Publishing House.
- Kim Jong-il (1991). On Fine Art, October 16, 1991. Pyongyang: Foreign Languages Publishing House.
- Kim Jong-il (1992). On Juche Literature. Pyongyang: Foreign Languages Publishing House.
- Kim Jong-il (1992). «Some Problems Arising in the Creation of Masterpieces: Talk to Creators of the Film Brothers, April 6, 1968». Selected Works: 1964–1969 1. Pyongyang: Foreign Languages Publishing House. pp. 331-363. OCLC 152423072.
- Kim Jong-il (1995). «Let Us Create More Revolutionary Films Based on Socialist Life: Talk to Writers and Directors, June 18, 1970». Selected Works: 1970–1972 2. Pyongyang: Foreign Languages Publishing House. pp. 69-99. OCLC 221977168.
- Kim Jong-il (1995). «On the Ideological and Artistic Characteristics of the Immortal Work The Fate of A Self-Defence Corps Man: Answers to Questions Raised by the Artistes Producing the Film Version of the Immortal Work The Fate of A Self-Defence Corps Man, February 14, 1970». Selected Works: 1970–1972 2. Pyongyang: Foreign Languages Publishing House. pp. 10-39. OCLC 221977168.
- Kim Jong-il (1999). «On the Art of Dance, November 30, 1990». Selected Works: 1990 10. Pyongyang: Foreign Languages Publishing House. pp. 283-402. OCLC 867581995.

- Texto completo de Sobre el arte del cine
- "Algunos problemas que surgen en la creación de obras maestras" Archivado el 25 de febrero de 2021 en Wayback Machine. Archived  </link> en la biblioteca electrónica de KFA
- "Creemos más películas revolucionarias basadas en la vida socialista" en la biblioteca electrónica de KFA
- "Sobre las características ideológicas y artísticas de la obra maestra, El destino de un miembro del cuerpo de autodefensa " en la biblioteca electrónica de KFA
- Kim Jong-il's Cinema Experience — Part 3: The Manifesto Cinema and Directing en YouTube.

- Datos: Q19840510
- Multimedia: On the Art of the Cinema / Q19840510